# Anastrangalia sanguinolenta
Anastrangalia sanguinolenta là một loài bọ cánh cứng sừng dài thuộc họ Cerambycidae, phân họ Lepturinae.

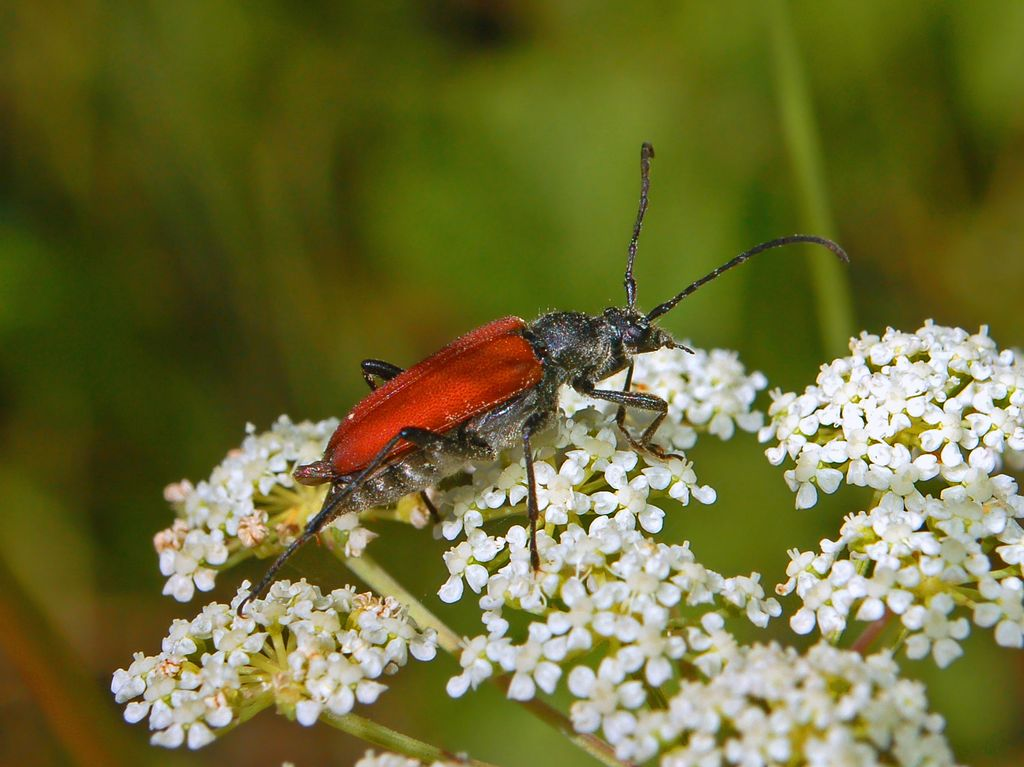
Anastrangalia sanguinolenta

Loài bọ cánh cứng này là loài phổ biến hiện diện ở phần lớn châu Âu và Cận Đông, chủ yếu ở rừng tùng bách núi cao.
Đầu và râu đều đen ở con đực và con cái. Con lớn dài từ 8–13 mm, có thể nhìn thấy từ tháng 5-8, vòng đời 2-3 năm. Ấu trùng phát triển chủ yếu trong thân cây chết của các loài Pinus sylvestris và Picea abies. 

## Hình ảnh

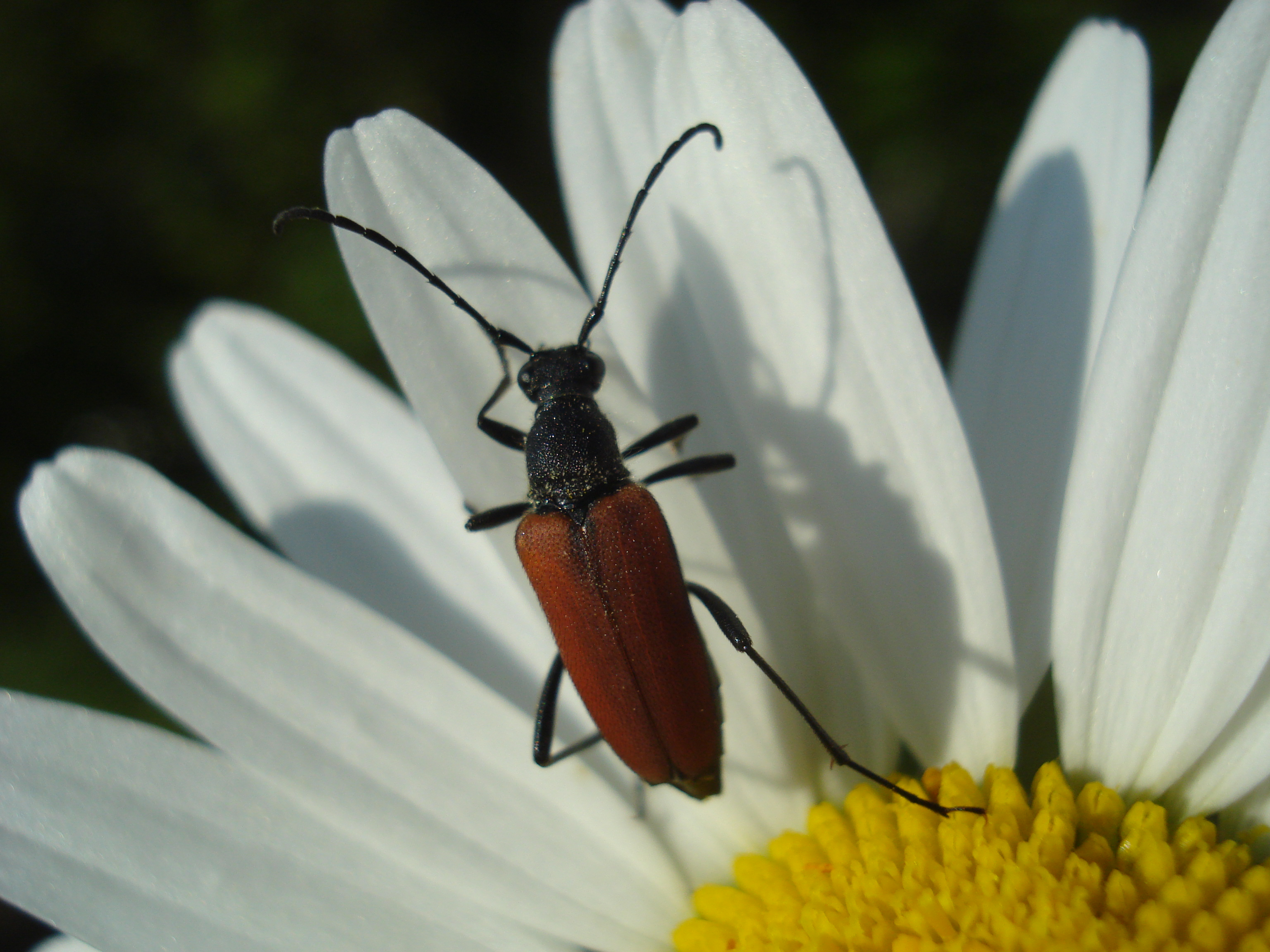
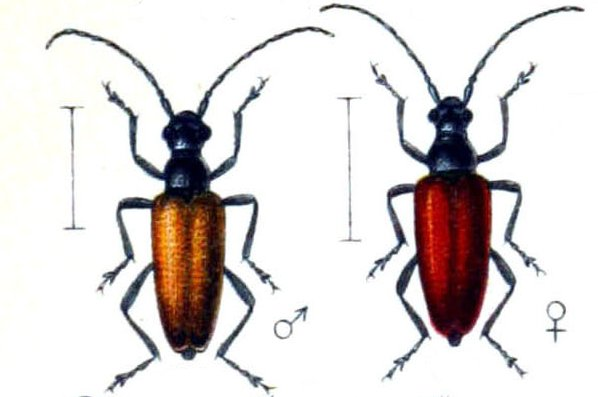